# Weiningen
Weiningen (toponimo tedesco) è un comune svizzero di 4 770 abitanti del Canton Zurigo, nel distretto di Dietikon.

## Monumenti e luoghi d'interesse

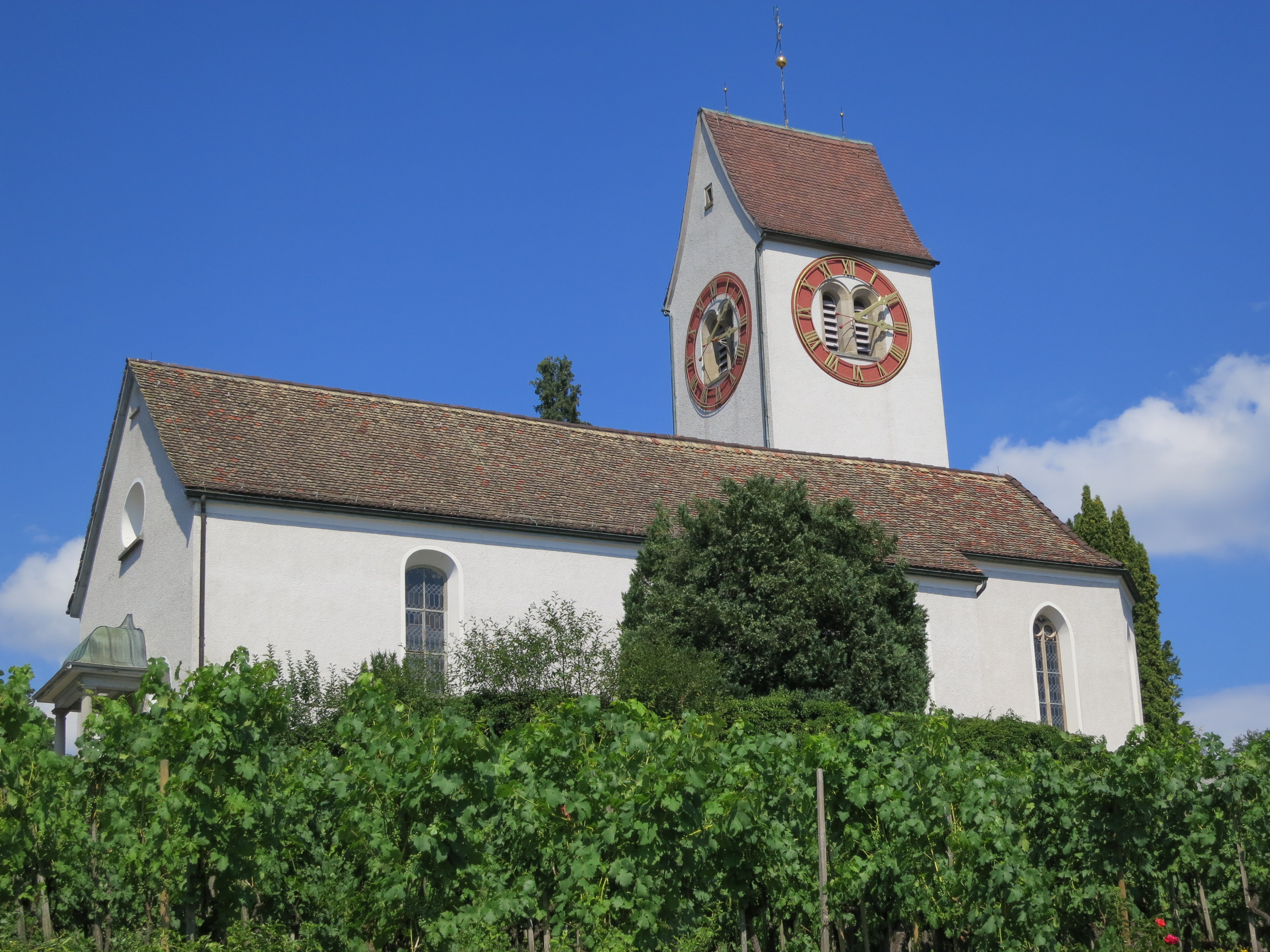
La chiesa di San Pietro

- Chiesa riformata di San Pietro, attestata dal 1209[1].

## Società

### Evoluzione demografica
L'evoluzione demografica è riportata nella seguente tabella:
Abitanti censiti

## Amministrazione
Ogni famiglia originaria del luogo fa parte del cosiddetto comune patriziale e ha la responsabilità della manutenzione di ogni bene ricadente all'interno dei confini del comune.